# قسم بالاده الريفي
قسم بلاده الريفي (بالفارسية: دهستان بلاده) (بالفارسية: دهستان بالاده) منطقة ريفية في ناحية بيرم، مقاطعة لارستان، محافظة فارس، إيران. في إحصاء عام 2006 ميلادية، بلغ عدد سكانه 5,213 نسمة، في 1,078 عائلة. يتكون قسم بلاده الريفي من 14 قرية.